# پیل سوختی

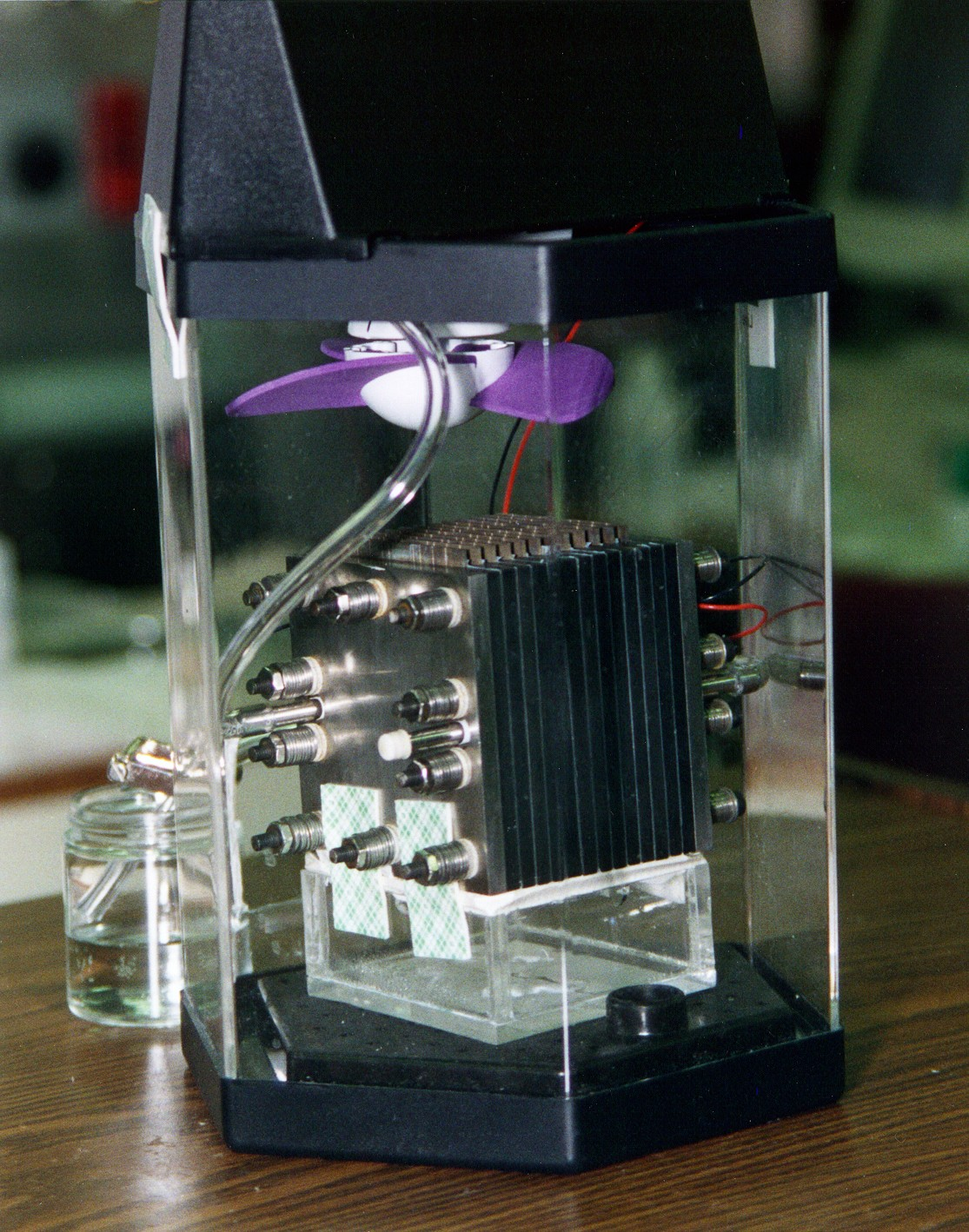

پیل سوختی الکترولیت پلیمر یا غشاء مبادله‌کننده پروتون

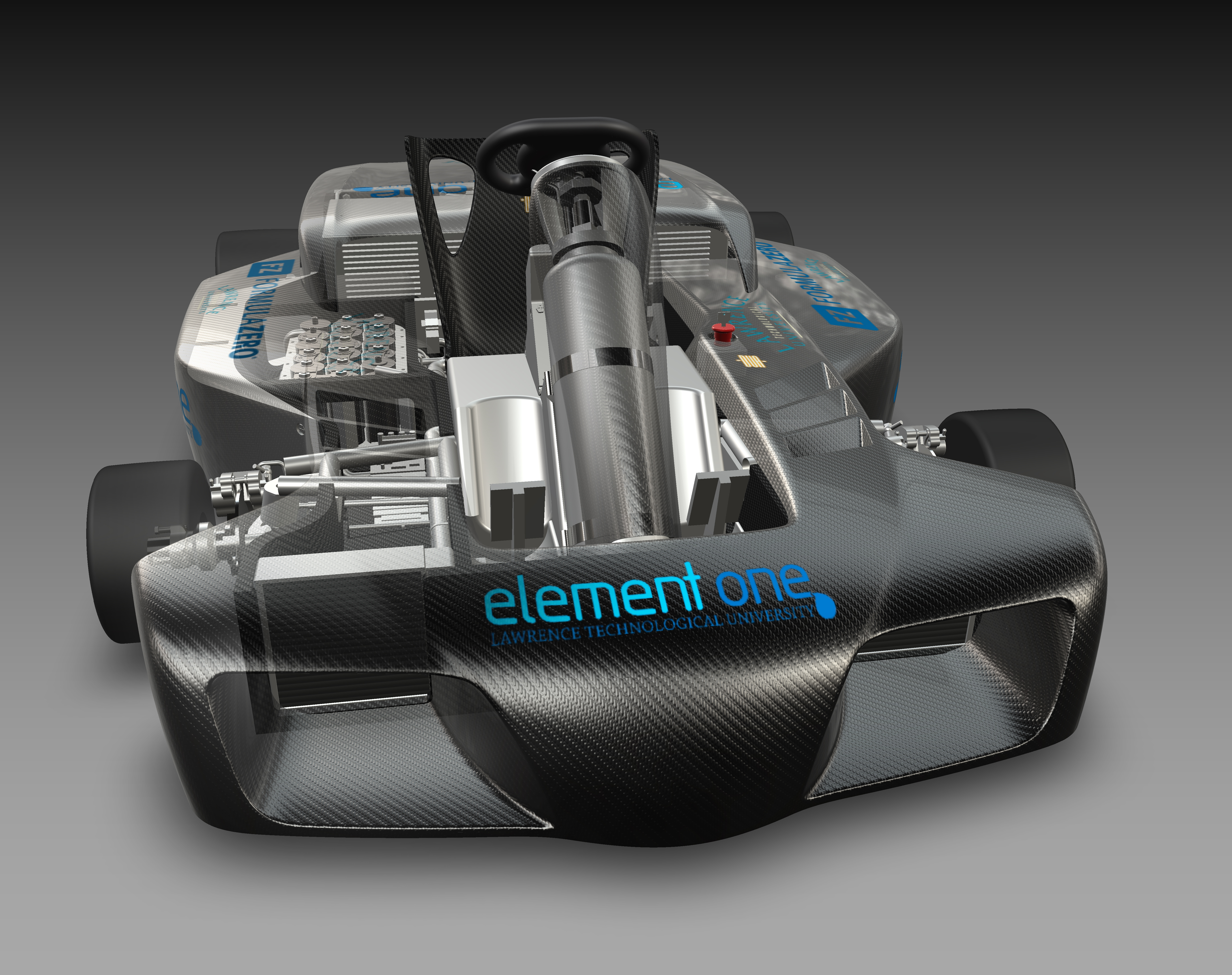
خودرو پیل سوختی

پیل سوختی (به فرانسوی: Pile à combustible) یا سل سوختی (به انگلیسی: Fuel cell) یک مبدل انرژی شیمیایی به انرژی الکتریکی است. این تبدیل مستقیم بوده و از بازدهٔ بالایی برخوردار است. معروف‌ترین نوع پیل سوختی حال حاضر پیل سوختی هیدروژنی است. انواع دیگر پیل سوختی مانند پیل سوختی متانول نیز کاربردهای خاصی دارند. در مورد پیل سوختی هیدروژنی می‌توان گفت که در این تبدیل از عمل عکس الکترولیز آب استفاده می‌گردد، به عبارت دیگر از واکنش بین هیدروژن و اکسیژن، آب، حرارت و الکتریسیته تولید می‌گردد. هر سل در پیلهای سوختی از سه جزء آنُد، کاتُد و الکترولیت و غشا تشکیل شده‌است.

## مقدمه
پیل‌های سوختی فناوری جدیدی برای تولید انرژی هستند که بدون ایجاد آلودگی‌های زیست محیطی و صوتی، از ترکیب مستقیم بین سوخت و اکسیدکننده، انرژی الکتریکی با بازدهی بالا تولید می‌کنند. تولید مستقیم الکتریسیته بدون محدودیت ترمودینامیکی چرخه کارنو جهت تبدیل انرژی شیمیایی حاصل از سوخت به انرژی گرمایی و مکانیکی و در نهایت الکتریسیته است که اتلاف انرژی را به حداقل مقدار ممکن می‌رساند و به بازده تئوری بالایی دست پیدا می‌کند. در پیل‌های سوختی اکسید جامد سرامیکی (اکسید سرامیک) رسانای یون در الکترولیت است و از اهمیت بسزایی برخوردار است. این پیل در دمای بین ۶۰۰ تا ۱۰۰۰ درجه سانتیگراد کار می‌کند و با بازده در حدود ۶۰ درصد، توان الکتریکی معادل ۱۰۰ مگاوات دارد. در حال حاضر تعداد زیادی از محققان روی جنبه‌های مختلف پیل سوختی اکسید جامد، جهت بهبود خواص پیل کار می‌کنند. برای این کار روی خواص الکترودها و الکترولیت که مهم‌ترین قسمت‌های پیل SOFC می‌باشند را بهینه‌سازی می‌کنند و روی عناصر و مواد تشکیل دهنده آن‌ها مطالعه انجام می‌دهند.

## نحوه عملکرد
هر پیل سوختی دارای دو الکترود (آند و کاتد) و یک الکترولیت ما بین این دو الکترود و غشا به منظور جدا کردن دو بخش پیل می‌باشد. در قطب آند، هیدروژن بر روی یک کاتالیزور واکنش داده و تولید دو یون با بار مثبت و دو الکترون با بار منفی می‌کند.
H2(g) → 2H+ + 2e-
پروتون به وجود آمده از محیط الکترولیت گذر کرده و الکترون در فضای مدار باقی می ماند و باعث ایجاد جریان می شود. در قطب کاتد اکسیژن با یون و الکترون واکنش نشان داده و تولید آب و حرارت می کند.
O2(g) + 4H+ + 4e- → 2H2O(g)
این سل به تنهائی ۰.۷ ولت نیروی محرکهٔ الکتریکی تولید می‌کند که برای روشنایی یک لامپ کوچک کافی است. اگر این پیلها به صورت سری قرار گیرند قادر به تولید برق با توان چندین مگاوات می‌باشند.
2H2(g) + O2(g) → 2H2O(g)

## تاریخچه پیل‌های سوختی
تاریخچه این پیل‌ها به دو دوره متمایز تقسیم می‌شود : دوره اول که حدود صد سال طول کشید. از سال ۱۸۳۹ با ساخت اولین پیل سوختی با الکترولیت اسید سولفوریک توسط آقای گرو آغاز گردید. با تلاش دانشمندان بزرگی مانند جکس، هابر، مون و همکاران و شاگردان آن‌ها منجر به درک علمی از پیل سوختی و شناخت تنگناهای این فناوری تا سال ۱۹۴۰ گردید.
دوره دوم از سال ۱۹۴۰ آغاز می‌شود که بین سال‌های ۱۹۵۰ تا ۱۹۶۰ نمونه‌های تحقیقاتی متعددی از پیل‌های سوختی توسط شرکت‌های بزرگی مانند جنرال الکتریک با ظرفیت۰۲/۰ الی ۱۵ وات ساخته شد. اما هنوز این ظرفیت برای کاربردهای فنی و صنعتی، کافی و قابل قبول نبود. تا اینکه در سال ۱۹۶۵ یک واحد پیل سوختی با ظرفیت یک کیلو وات توسط شرکت جنرال الکتریک به منظور استفاده در ماهواره گمینی۵ ساخته شد و توجه دانشمندان را به خود جلب کرد. این پیل سوختی با ولتاژ ۲۵ ولت و شدت جریان خروجی ۴۰ آمپر توانست در طول ۷ پرتاب ماهواره گمینی ۵، انرژی برابر با ۵۱۹ کیلووات ساعت طی بیش از ۸۴۰ ساعت پرواز را تأمین کند. بدین ترتیب معلوم گردید که پیل‌های سوختی می‌توانند برای بسیاری از مقاصد هوا - فضا مناسب بوده و انرژی مورد نیاز آن‌ها را به صورت پیوسته و پایدار تأمین کنند. این امر موجب شد تا در سراسر جهان روی توسعة دانش فنی و تکنولوژی ساخت پیل‌های سوختی سرمایه‌گذاری‌های بزرگی صورت گیرد. امروزه نیز تحقیقات وسیعی در جهت ارتقاء ظرفیت، کاهش هزینه‌های ساخت و بهره‌برداری و توسعه ویژگی‌های کاربردی پیل‌های سوختی در جریان می‌باشد. برق خروجی از پیل‌های سوختی جریان مستقیم (DC) است. بنابراین برای مصرف‌کننده‌های جریان متناوب از مبدل‌های DC به AC استفاده می‌شود.
از پیل‌های سوختی می‌توان برای تأمین انرژی الکتریکی مورد نیاز در مناطقی که دور از شبکه‌های سراسری انتقال و توزیع برق هستند و نیز در ایستگاه‌های ماهواره‌ای و مخابراتی و غیره نیز به‌طور رضایت‌بخشی استفاده کرد.

## انواع پیل سوختی
پیلهای سوختی در انواع زیر موجود می‌باشند:
پیل‌های سوختی براساس نوع الکترولیت استفاده شده در آن‌ها به نه نوع اصلی طبقه‌بندی می‌شوند.
- پیل سوختی الکترولیت پلیمر یا غشاء مبادله‌کننده پروتون (PEMFC)
- پیل سوختی قلیایی (AFC)
- پیل سوختی اسید فسفریک (PAFC)
- پیل سوختی کربنات مذاب (MCFC)
- پیل سوختی اکسید جامد (SOFC)
- پیل سوختی میکروبی (MFC)
- پیل سوختی اسید فرمیک (FFC)
- پیل سوختی هوا-روی (Zn-Air FC)
- پیل سوختی سرامیکی

لازم به ذکر است که پیل سوختی متانول مستقیم (DMFC)۶ از خانواده پیل سوختی PEMFC است. پیل‌های سوختی بر اساس دمای عملکرد، دارای دامنه دمایی از ۸۰ برای (PEMFC) تا ۱۰۰۰ برای (SOFC) می‌باشند. پیل‌های سوختی دمای پایین (PEMFC ،PAFC ،AFC) دارای حامل‌های یونیH+ ویا OH- هستند که انتقال یون از میان الکترولیت و انتقال الکترون‌ها از طریق مدار خارجی را به عهده دارند، و در پیل‌های سوختی دمای بالا مانند الکترولیت کربنات مذاب (MCFC) و الکترولیت اکسید جامد (SOFC)، جریان الکتریکی به ترتیب از طریق یون‌هایCO۳۲- و O۲- انتقال می‌یابد. در پیل‌های سوختی اکسید جامد (SOFC) یا سرامیکی رسانش یون در الکترولیت معمولاً در دمای بین ۶۰۰ تا ۱۰۰۰ درجه سانتیگراد انجام می‌شود.

## مزایا
مزایای پیل‌های سوختی بطور کلی عبارت‌اند از:
پیل سوختی آلودگی ناشی از سوزاندان سوختهای فسیلی را حذف نموده و تنها محصول جانبی آن آب می‌باشد.
- در صورتی‌که هیدروژن مصرفی حاصل از الکترولیز آب باشد نشر گازهای گلخانه ای به صفر می‌رسد.
- به دلیل وابسته نبودن به سوختهای فسیلی متداول نظیر بنزین و نفت، وابستگی اقتصادی کشورهای ناپایدار اقتصادی را حذف می‌کند.
- از سوخت‌های تجدید پذیر استفاده شده و عامل گرمایش زمین را حذف می‌کند.
- با نصب پیلهای سوختی نیروگاهی کوچک، شبکه غیرمتمرکز نیرو گسترده می‌گردد.
- پیل‌های سوختی راندمان بالاتری نسبت به سوختهای فسیلی متداول نظیر نفت و بنزین دارد.
- هیدروژن در هر مکانی از آب و برق تولید می‌گردد؛ لذا پتانسیل تولید سوخت، غیرمتمرکز خواهد شد.
- اکثر پیلهای سوختی در مقایسه با موتورهای متداول بسیار بی صدا هستند.
- انتقال گرما از پیلهای دما پایین بسیار کم می‌باشد لذا آن‌ها برای کاربردهای نظامی مناسب خواهند شد.
- زمان عملکرد آن‌ها از باتریهای متداول بسیار طولانی‌تر است. فقط با دو برابر نمودن سوخت مصرفی می‌توان زمان عملکرد را دو برابر نمود و نیازی به دو برابر کردن خود پیل نمی‌باشد.
- سوخت گیری مجدد پیلهای سوختی به راحتی امکان‌پذیر می‌باشد و هیچگونه اثرات حافظه‌ای بر جای نمی‌گذارد.
- بعلت عدم وجود اجزای متحرک، نگهداری از آن‌ها بسیار ساده و آسان می‌باشد.
- نصب و بهره‌برداری از پیل‌های سوختی بسیار ساده و مقرون به صرفه است.
- پیل‌های سوختی ماژولار می‌باشند یعنی براحتی توان تولیدی از آن‌ها قابل افزایش است.
- این مولدها قابلیت تولید هم‌زمان برق و حرارت را دارند.
- امکان استفاده از سوختهای تجدیدپذیر و سوختهای فسیلی پاک در آن‌ها وجود دارد.
- به میکروتوربینها متصل می‌گردند.
- پیل سوختی به تغییر بار الکتریکی پاسخ می‌دهد.
- پیل سوختی امکان تولید برق مستقیم با کیفیت بالا را دارد.
- چگالی نیروی بالایی دارد.
- میزان بازدهی آن‌ها نسبت به سلول‌های دیگر بیشتر است.

## معایب
- به مواد بیشتر و فرایندهای سریعتری نسبت به دیگر پیل‌ها نیاز دارد.
- ممکن است در مدت طولانی کار، گرما مشکلاتی چون ناسازگاری عناصر و افت انرژی را موجب شود.
- در صورت استفاده از سوخت ناخالص، کار و گرمای بیش از حد موجب رسوب کربن و در نهایت مسمومیت پیل می‌گردد.

## زمینه‌های مختلف استفاده از پیل‌های سوختی
۱: حمل ونقل (خودروهای سواری و وسایط نقلیه عمومی): چند نمونه اتوبوس هیدروژنی تولید شرکت بالارد از سال ۲۰۰۷ در ویسلر کانادا مورد استفاده قرار گرفته‌اند. اولین مدل تجاری خودرو پیل سوختی توسط هیوندای در سال 2015 به بازار عرضه شده‌است. سایر شرکت‌های عمده خودروسازی نیز نخستین مدل‌های خودرو هیدروژنی خود را در سالهای ۲۰۱۶ و ۲۰۱۷ به بازار عرضه کردند.
۲: نیروگاه‌ها (نیروگاه‌های متمرکز و غیرمتمرکز اعم از خانگی، تجاری، صنعتی):پیل‌های سوختی به دلیل آرام و بی صدا بودن برای تولید برق محله‌ای گزینه خوبی محسوب می‌شوند. به علاوه کاهش نیاز به گسترش شبکه توزیع برق، از گرمای تولیدی این نیروگاه‌ها می‌توان برای گرمایش و تولید بخار آب استفاده نمود.
۳: وسایل الکترونیکی قابل حمل (تلفن‌های همراه، رایانه‌های شخصی و ...)
۴: صنایع نظامی: پیل‌های سوختی که در دمای پایین کار می‌کنند در تانک‌ها، زره‌پوش ها و خودروهای نظامی استفاده می‌شوند. نداشتن قطعه متحرک در این نوع پیل‌های سوختی باعث کاهش صدا شده و به دلیل کارکرد در حرارت پایین ردیابی آن‌ها مشکل تر از خودروهایی با موتور درون سوز می‌باشد.

## بروزترین روش تولید پیل سوختی
در حال حاضر، پیل‌های سوختی، شبیه به خودروها تولید می‌شوند؛ یعنی قطعات مختلف آن‌ها به صورت جداگانه ساخته شده و سپس روی هم سوار می‌شوند تا یک پیل سوختی تولید شود. این روند تولید، مراحل بسیار زیادی دارد و در عین هزینه بالای آن، زمان بسیار زیادی صرف تولید آن می‌شود. گروه تحقیقاتی تامپسون با استفاده از فرایند پیشرفته ریزساخت، نسل جدید پیل‌های سوختی را تولید می‌کند. در این فرایند به جای تولید جداگانه پیل سوختی، آن‌ها به صورت لایه لایه ساخته می‌شوند، روشی که هم‌اکنون برای ساخت ابزارهای میکروالکترونیک مورد استفاده قرار می‌گیرد. پژوهشگران دانشگاه میشیگان امیدوارند با استفاده از این فناوری ارزان قیمت و همچنین استفاده از مواد ارزانتر، قیمت پیل‌های سوختی را از ۱۰ هزار دلار برای هر کیلو وات به ۱۰۰۰ دلار برسانند.

## مزایای پیل سوختی اکسید جامد
- به علت عملکرد دمایی بالا دارای بیشترین راندمان نسبت به سایر پیل‌های سوختی می‌باشد.
- از گرمای تولید شده می‌توان برای افزایش بازدهی مجدد استفاده نمود.
- امکان بازسازی درونی سوخت به خاطر عملکرد دمایی بالا وجود دارد.
- نیازی به کاتالیستهای گران قیمت ندارد.
- برای استفاده از سوختهای مختلف نیازی به مبدل‌های سوخت نیست.
- از آنجاییکه پیل سوختی اکسید جامد دارای الکترولیت جامد است مشکل خوردگی مواد کم است.
- برای ساخت اجزای پیل می‌توان از فناوری لایه نازک استفاده نمود. ولی در پیل‌های سوختی با الکترولیت مایع چنین امری دست یافتنی نیست.

پیل سوختی اساساً وسیله‌ای است که سوخت (مانند هیدروژن، متانول، گاز طبیعی، بنزین و...) و اکسیدان (مانند هوا و اکسیژن) را به برق، آب و حرارت تبدیل می‌کند. به عبارت دیگر پیل سوختی شبیه یک باتری بوده ولی بر خلاف باتری نیاز به انبارش (شارژ) ندارد. تا زمانی که سوخت و هوای مورد نیاز پیل تأمین شود، سیستم کار خواهد کرد.
پیل‌های سوختی می‌توانند سوخت‌های حاوی هیدروژن مانند متانول( Methanol )، اتانول ( Ethanol) ،
گاز طبیعی ( Natural Gas ) و حتی بنزین و گازوئیل را مورد استفاده قرار دهند. بطورکلی در سوخت‌های هیدروکربوری، هیدروژن توسط یک دستگاه اصلاحگر سوخت ( Fuel Reformer )، از آن‌ها جدا شده و بکار گرفته می‌شود.
پیل‌های سوختی در کاهش آلودگی محیط زیست نقش بسزائی داشته و بخاطر عدم بکارگیری قطعات مکانیکی زیاد، ایجاد آلودگی صوتی نیز نمی‌نماید. علاوه بر آن سیستم پیل سوختی از کارایی نسبتاً بالائی نسبت به موتورهای احتراق درونی برخوردار است.
بحران انرژی در سال‌های ۱۹۷۳ و ۱۹۹۱ و آلودگی فزاینده محیط زیست، کشورهای صنعتی را بر آن داشت تا جهت استفاده از سیستم‌هایی با راندمان بالا و سازگار با محیط زیست سرمایه‌گذاری کلانی نمایند. سیستم‌های پیل سوختی از جمله تکنولوژیهای پیشرفته ایست که مصارف غیرنظامی آن با توانهای میلی وات تا مگا وات موضوع تحقیق شرکت‌های تولید نیرو، خودروسازی و نیز شرکتهای نفتی قرار گرفته‌است.
پیل سوختی مجموعه‌ای از الکترولیت، الکترودها و صفحات دو قطبی است. در پیل سوختی(به‌عنوان مثال نوع الکترولیت پلیمر جامد)، هیدروژن از آند و اکسیژن از کاتد وارد می‌شوند. هیدروژن الکترون خودرا در آند از دست داده و به صورت پروتن از طریق الکترولیت به سمت کاتد حرکت می‌کند. الکترون نیز از طریق مدار خارجی به سوی کاتد هدایت می‌شود. اکسیژن با دریافت الکترون و پروتون به آب تبدیل می‌شود. حرکت الکترون از آند به کاتد جریان برق را به وجود می‌آورد که قابل استفاده در وسایل برقی است .آب حاصل در کاتد می‌تواند مورد استفاده مجدد قرار گیرد.